# Пунцук
Пунцу́к (рос. Пунцук) — село у складі Агінського району Забайкальського краю, Росія. Входить до складу Хойто-Агинського сільського поселення.

## Населення
Населення — 19 осіб (2010; 29 у 2002).
Національний склад (станом на 2002 рік):
- буряти — 52 %
- росіяни — 48 %